# Inga herrerae
Inga herrerae é uma espécie vegetal da família Fabaceae. Há espécies em várias coleções, que foram coletadas em vários locais na cordilheira Guanacaste, na Costa Rica, e até o momento somente dentro dos Parque Nacional Rincón de la Vieja e Parque Nacional Guanacaste e nas Estación Pitilla e Estación Las Pailas, junto ao Río Blanco (Liberia, Costa Rica), entre 700 e 1300 metros de altitude.
Foi localizada em mata secundária de clima muito úmido. Floresce entre novembro e fevereiro e os frutos aparecem em setembro. Na área de distribuição foi encontrada poucas espécimes e a população local usa-a para lenha. Conhecida popularmente (em castelhano) como Guaba. Está árvore pequena de floresta tropical úmida, semi-decídua, e com folhas pinadas, segundo o CEP (Centro de Estudos e de Pequisas).
Árvore de até 12 m de altura ferruginea ramos densamente peludos estípulas 3–4 mm de comprimento. Folhas com (3 -) 4-6 pares de folíolos, oblongos ou ovado-oblonga, ápice agudo ou obtuso, pilosas na parte de baixo, o par distal (4 -) 6,3-12 por (1,3) 2,6-5,2 cm, par basal de 3,7-6,3 por 1,5-2,5 cm, raque alada ou sem asas marginalizados, interfoliolares glândulas de curto a longo stipitate, cilíndricos ou estreitas asas do pecíolo. Inflorescência hastes, pedúnculo (0,5) 1–3 cm de comprimento, pedúnculo ferruginea-peludo, 0,5–3 cm de comprimento. Flores com cálice 4–7 mm de comprimento, corola 13–14 mm de comprimento. Frutas 3-3,7 22,5 achatado por 0,7-0,8 cm, densa ferruginea-púberes. É reconhecido por ter os folhetos quase sésseis, com base subcordate e glândulas raque muito fina. Frutas derby fechar-run com pubescência densa ferruginea.

## Coleções
- equipe de Dunia García no Herbario Nacional de Costa Rica;[4]
- equipe de Gerardo Herrera na Missouri Botanical Garden
- INBio[3]

## Identificadores
- Biodiversity Heritage Library NamebankID: 3451162
- Catalogue of Life Accepted Name Code: ILD-26343
- CEP ID:
- Global Biodiversity Information Facility Taxonkey: 000045 GBIF45336939
- Globally Unique Identifier: urn:lsid:ipni.org:names: 959000-1
- GRIN Nomen Number:
- International Plant Names Index (IPNI) ID: 278808-2
- IUCN ID: 38305
- MoBot NameID: 13074461
- Zipcode Zoo Species Identifier: 1025113